# Межная
Ме́жная (удм. Межный)— деревня в Сарапульском районе Удмуртии, входит в состав сельского поселения Мазунинское.

## География
Деревня Межная располагается в юго-восточной части Удмуртии на правом берегу Камы, в 70 км к юго-востоку от города Ижевска, в 15 км от города Сарапула и в 5 км к северо-западу от села Мазунино. Межная стоит на двух трёх реках: Кама, Межная, Полевая.

## Население
| 2010 | 2012 |
| ---- | ---- |
| 38   | ↗42  |

Национальный состав
Согласно результатам переписи 2002 года, в национальной структуре населения русские составляли 100% из 14 человек.

## История
В письменных источниках деревня Межная впервые упоминается в 1701 году, в переписной книге, составленной «по наказу стольника и воеводы» Никиты Алферьевича Кудрявцева. Находилась в составе дворцовой Сарапульской волости Арской дороги Казанского уезда. После упразднения Арской дороги в 1780 году — в Сарапульском уезде Вятского наместничества (с 1796 года — Вятской губернии).
С 2006 года — в составе муниципального образования «Мазунинское» с центром в селе Мазунино.